# ドミンゴ・エルキシア
ドミンゴ・イバニェス・デ・エルキシア（Domingo Ibáñez de Erquicia、1589年2月8日 - 1633年8月14日）は、江戸時代初期に来日したスペインのドミニコ会宣教師である。

## 経歴・人物
スペイン北部のピレネー山脈内に所在する村であったレヒールに生まれ、1604年に15歳でドミニコ会士となる。その後は東洋での布教を志して1610年にスペイン領東インド（現在のフィリピン）に渡航し、その後は一度フィリピンを離れメキシコに渡航した。翌1611年にフィリピンに戻り、マニラにて布教活動を行い翌1612年には司祭に叙階される。また同年にはナビンカラン（現在の西ネグロス州サン・カルロス）に所在する聖ドミニコ修道院に派遣され、1616年にマニラのドミニコ会本部修道院や1619年には現在同地のチャイナタウンとなっているビノンド地区に所在する聖ガブリエル修道院にも派遣された。1621年には再度本部修道院に戻り同地の勤務の傍らに、聴罪師の試験官や聖トマス大学にて教鞭を執る。
1623年（元和9年）には同郷の聖アウグスチノ修道会の宣教師だったフランシスコ・デ・ヘスースら4人と共に日本に派遣され、薩摩に来航した。日本に派遣される際には当時長崎に投獄されていた、同じドミニコ会宣教師のヴァスケス神父より手紙が送達されその手紙には「ドミニコ会の宣教師が多く殉教し今ではドミンゴ・カステレとエルキシアのみとなり、彼と共に布教活動を行い助ける仲間を増やすように」という旨が記されていた。その後は長崎を中心に布教活動を行うが、当時日本ではキリスト教禁止令下であったため1624年（寛永元年）には手紙を送達したヴァスケスが殉教し、1626年（寛永3年）にはカステレも殉教した。1629年（寛永6年）には長崎奉行に竹中重義が着任するとキリシタンの弾圧が頻繁に行われ、多くのキリシタンが拷問を受け棄教や殉教する信者が多く現れる。それでもエルキシアは捕縛されずマカオの司教や長崎に滞在しているポルトガル人からも賢明さから称賛され、1633年（寛永10年）に司教に候補された。しかし同年重義の後継として長崎奉行に曾我古祐が着任するとエルキシアを知る信者が拷問を受けた際に、彼の居場所を白状したことにより捕縛される。同年8月14日（寛永10年7月10日）に古祐からの提案により穴吊りを受ける拷問を受けた末殉教した。死後から約385年後の1987年（昭和62年）には聖トマス西と15殉教者に列聖された。